# Próti (ort i Grekland, Mellersta Makedonien)
Próti (Proti) är en ort i Grekland.   Den ligger i prefekturen Nomós Serrón och regionen Mellersta Makedonien, i den nordöstra delen av landet, 300 km norr om huvudstaden Aten. Próti ligger 282 meter över havet och antalet invånare är 1 176.
Terrängen runt Próti är kuperad åt nordväst, men åt sydost är den bergig.Runt Próti är det ganska glesbefolkat, med 29 invånare per kvadratkilometer. Närmaste större samhälle är Kalampáki, 19,3 km nordost om Próti. I omgivningarna runt Próti växer i huvudsak blandskog.